# Convento e chiesa di San Francesco
Il convento e la chiesa di San Francesco si trovano a Figline Valdarno, frazione di Figline e Incisa Valdarno, in provincia di Firenze.

## Storia
Quello di Figline è il convento francescano più importante del Valdarno, che fu visitato anche dallo stesso Francesco. La presenza dei francescani a Figline è documentata già nel 1229, ma non si conosce la data di fondazione del convento e della chiesa, anche se la primitiva chiesa intitolata alla Santa Croce, più piccola dell'attuale, dovette essere edificata già entro la metà del Duecento e di cui si conserva tutta la parete nord e la crociera dallo stesso lato, con uno dei tre altari che la corredavano. 
L'edificio religioso fu poi ampliato e rielaborato tra la fine del XIII e l'inizio del XIV secolo nelle forme attuali. Risale a questa fase la facciata rimasta incompiuta nel rivestimento decorativo, con l'occhio e il coronamento laterizio del frontone. Alla fine del secolo si provvide ad ampliare il coro e ad aggiungere, ai lati di esso, due cappelle.
Forse già alla fine del Duecento esisteva una Compagnia intitolata alla Santa Croce che dapprima ebbe il suo oratorio nel chiostro, poi fu trasferito presso lo spedale della Santa Croce dirimpetto alla chiesa e infine, dopo il passaggio di esso alle monache agostiniane, fu collocato, nel 1573, accanto alla chiesa stessa dei frati. Pochi anni dopo, nel 1579, la Compagnia commissionò al giovane Cigoli la pala con la Deposizione dalla Croce, oggi agli Uffizi.

## Descrizione
La facciata mostra i resti di un rivestimento dicromo rimasto incompiuto, realizzato con corsi alterni di pietra chiara e marmo verde. Nei pressi dell'ingresso è un tabernacolo gotico con una Madonna col Bambino riferibile al primo quarto del Trecento. Il portico antistante, che gira anche lungo il convento sul lato sinistro, fu aggiunto in epoca rinascimentale. 
L'interno gotico di una semplicità tipicamente francescana, ripristinato negli anni venti del Novecento, è a navata unica illuminata da finestre ogivali, terminata da un coro più alto ed ampio rispetto alle due cappelle ai lati, realizzate alla fine del Trecento, quella di destra dai Serristori, quella di sinistra dai Villifranchi.

La chiesa conserva scarsi frammenti della decorazione tardo duecentesca con un motivo a finto tendaggio di modello assisiate, che era completata da un San Francesco stigmatizzato di Margarito probabilmente più antico di qualche decennio, descritto ancora nel Settecento all'altare degli Ardimanni, e più tardi arricchita dalla Maestà del Maestro di Figline, che probabilmente ebbe in questa chiesa la prima collocazione, poi spostata nella Collegiata.

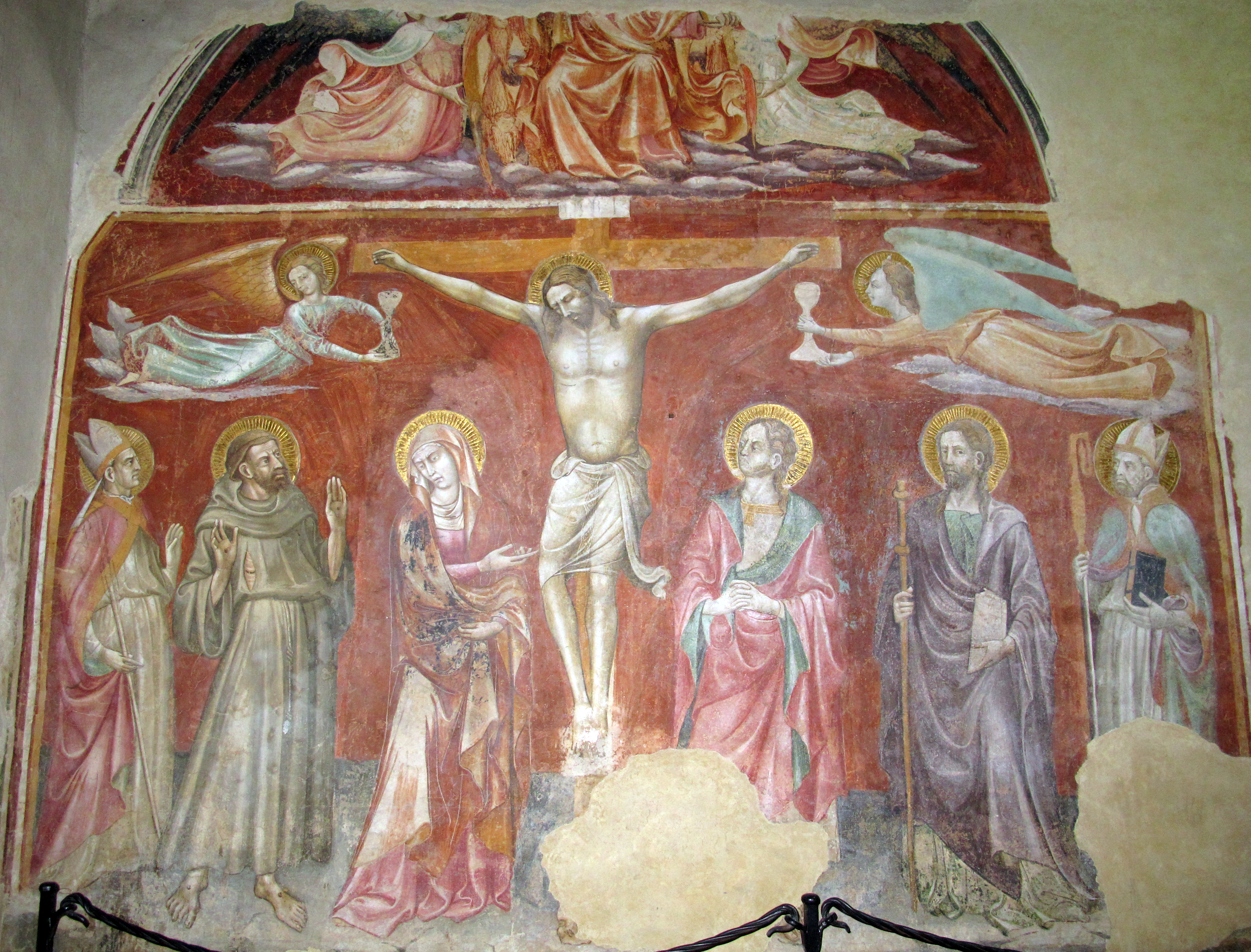
Francesco d'Antonio, Crocifissione e Santi

Accanto ad una limitata decorazione scultorea rappresentata anche da due acquasantiere marmoree trecentesche spicca la presenza di notevoli affreschi, realizzati tra la seconda metà del Trecento e la prima metà del Quattrocento. In controfacciata si dispiegano gli affreschi di Francesco d'Antonio con l'Annunciazione, l'Incoronazione della Vergine, la Crocifissione e Santi, un San Francesco, una Crocifissione di minori dimensioni e il Dio Padre in gloria, collocabili negli anni dieci del Quattrocento. Alla parete destra della navata è un frammento di affresco con una Madonna allattante il Bambino con un'iscrizione frammentaria in cui si legge però la data 1361, e di seguito un affresco staccato proveniente dal chiostro e rappresentante la Madonna col Bambino e i santi Bartolomeo e Sebastiano attribuito a Pier Francesco Fiorentino.
Nella cappella a destra del coro si conserva un Crocifisso ligneo databile all'ultimo ventennio del Quattrocento, che evidenzia caratteri patetici ed espressionistici di origine germanica uniti a caratteri rinascimentali nelle proporzioni classicheggianti.
Alla testata del transetto sinistro è l'altare della Croce Santa dove era custodita la reliquia della Santissima Croce, donata da Filippo IV re di Francia a Musciatto Franzesi nel 1288. Dietro ad esso è un ciclo di affreschi probabilmente del 1420-1425 circa ed attribuiti a Piero Donini con la Crocifissione, derivante da quella frammentaria di Francesco d'Antonio nella controfacciata, e al di sotto San Bartolomeo, San Francesco e San Ludovico da Tolosa e in un riquadro sotto il tabernacolo, il Vir dolorum.
Nella parete sinistra è l'affresco tardo quattrocentesco assegnabile alla bottega di Botticelli raffigurante la Madonna che dona la Cintola a san Tommaso e l'affresco con Cristo in pietà fra i santi Bartolomeo, Francesco, Ludovico di Tolosa e Iacopo, della seconda metà del XIV secolo. La parete nord, forse perché in passato occupata da monumenti funerari, non ha restituito tracce frammenti di affreschi, se non quello all'inizio della navata con una Madonna in trono che allatta il Bambino.
Annesso alla chiesa è un chiostro nel quale è un sepolcro trecentesco in arenaria forse dei Franzesi, simile agli avelli di Santa Maria Novella a Firenze, dove si vede la sinopia dell'affresco di Pier Francesco Fiorentino, oggi in chiesa. Dal chiostro si accede alla sala capitolare, nella quale è collocata una tavola con la Madonna col Bambino di Giovanni del Biondo (firmata e datata 1392) ed è affrescata una Crocifissione collocabile nell'ultimo decennio del XIV secolo.
Dall'Oratorio della Compagnia della Santa Croce, dal 1573 situato a lato della chiesa, proviene la Deposizione dalla Croce di Ludovico Cardi detto il Cigoli, la prima opera delle tre conosciute per Figline, commissionata nel 1579 dalla stessa compagnia, ed acquistata dal direttore degli Uffizi Giuseppe Bencivenni Pelli nel 1783 ed ancora in galleria.